# 上村清隆
上村 清隆（かみむら きよたか、1946年12月22日 - ）は、日本の政治家。新潟県南魚沼郡湯沢町長（第6代、2期）。

## 経歴
- 1962年（昭和37年）- 3月、湯沢町立湯沢中学校卒業。
- 1965年（昭和40年）- 3月、新潟県立加茂農林高等学校卒業。
- 1969年（昭和44年）- 3月、日本獣医畜産大学（現在の日本獣医生命科学大学）獣医学科卒業。
- 1969年（昭和44年）- 4月、新潟県職員上級職に採用（獣医師）。
- 1983年（昭和58年）- 4月、新潟県妙法育成牧場（津南町）に赴任（係長級）。
- 1989年（平成元年）- 4月、新潟県六日町保健所に赴任。
- 1991年（平成3年）- 4月、新潟県長岡保健所に赴任。
- 2000年（平成12年）- 4月、新潟県十日町保健所に赴任（課長級）。
- 2004年（平成16年）- 4月、新潟県福祉保健部の参事となる（部長級）
- 2005年（平成17年）- 8月、退職。
  - 11月、湯沢町長選に出馬し当選。翌月より湯沢町長（第6代）。
- 2009年（平成21年）- 6月、町議会6月定例会初日の一般質問で町長選に再選出馬表明（11月24日告示、同29日投開票）
  - 11月、湯沢町長選で再選（2期）
- 2013年（平成25年）-12月1日、湯沢町長選で次点。
- 2015年（平成27年）-12月16日、「越後湯沢の恋おんな／春日山懐古」で日本コロムビアからCDデビュー（上村國隆名義）

## 人物像
- 趣味
  - ノルディックウォーキング
  - 新潟県吟剣詩舞道総連盟 常任理事

## 関連事項
- 雪国観光圏 - 雪国観光圏推進協議会の会長を務める。
- 日本の道州制論議 - 州都を湯沢町にする議論。主要国首脳会議・冬季オリンピック
- 笛田博昭